# Clavomela
Clavomela is een kevergeslacht uit de familie van de boktorren (Cerambycidae). De wetenschappelijke naam van het geslacht werd voor het eerst geldig gepubliceerd in 2000 door Adlbauer.

## Soorten
Clavomela is monotypisch en omvat slechts de volgende soort:
- Clavomela ciliata Adlbauer, 2000